# Olophontosia albidilinea
Olophontosia albidilinea är en fjärilsart som beskrevs av M.Gaede 1930. Olophontosia albidilinea ingår i släktet Olophontosia och familjen tandspinnare. Inga underarter finns listade i Catalogue of Life.